# Edie Sedgwick
Edie Sedgwick, właśc. Edith Minturn Sedgwick (ur. 20 kwietnia 1943 w Santa Barbara, zm. 16 listopada 1971 tamże) – amerykańska aktorka, gwiazda filmów Andy’ego Warhola z lat 60. XX w.

## Życiorys
Urodzona w Santa Barbarze w Kalifornii. Była córką Francisa Minturna Sedgwicka, rzeźbiarza i ranczera, oraz jego żony Alice Delano de Forest. Edith nosiła imię na cześć córki ojca, która zmarła zaraz po urodzeniu. Jej dziadek od strony ojca Henry Dwight Sedgwick III był historykiem i pisarzem. Rodzina Sedgwicków, na stałe zakorzeniona w historii Massachusetts, której członkowie byli nieustannie uwieczniani na obrazach Johna Singera Sargenta, była niespokojna, ekscentryczna i cierpiała z powodu alkoholizmu i zaburzeń psychicznych. Sama Edith przyznawała później, że w młodości doświadczała przemocy na tle seksualnym. Jako młoda kobieta cierpiała na depresję i anoreksję.
W 1964 Sedgwick przeprowadziła się do Nowego Jorku, by rozpocząć karierę modelki. W latach 1963–1965 jej zdjęcia ukazywały się w „Time”, „LIFE” i „Vogue”. Redaktor naczelna „Vogue” Diana Vreeland nazywała ją idealnym wzorcem nowej kultury. W 1965 Sedgwick spotkała Warhola i szybko stała się jego ulubioną gwiazdą (Warhol superstar), występując w wielu jego filmach, w tym w Poor little rich girl, Vinyl, Beauty#2 czy Chelsea Girls. Mniej więcej w tym samym czasie Edie zaczęła eksperymentować z narkotykami, głównie amfetaminą.
W 1965 została dziewczyną roku Warhola. Towarzyszyła mu niemal wszędzie na nowojorskiej scenie artystycznej. W tym czasie para ubierała się niemal identycznie i Sedgwick często nazywała się „panią Warhol”. Przyjaźń aktorki z artystą trwała do 1966, w którym publicznie się ze sobą rozstali.
Po rozstaniu z Warholem zamieszkała w hotelu Chelsea, gdzie poznała Boba Dylana, który przekonał ją, by podpisała kontrakt z jego menedżerem Albertem Grossmanem. Niektórzy utrzymują, że Sedgwick zainspirowała Dylana do nagrania albumu Blonde on Blonde, utworów Just Like a Woman, Leopardskin Pillbox Hat czy Lay Lady Lay. Jej postać była także głównym tematem Like a Rolling Stone, w którym sam Warhol występuje jako „Napoleon w łachmanach” (Napoleon in rags).
W tym samym roku rozpoczął się burzliwy związek Sedgwick z Bobem Neuwirthem, prawą ręką Dylana. Podczas niego uzależniła się od heroiny i barbituranów. W 1967 ich relacje zakończyły się. W kwietniu 1967 Sedgwick otrzymała główną rolę w Ciao! Manhattan, lecz produkcja filmu szybko się zakończyła z powodu zbyt niskiego budżetu i utrudnień natury prawnej.
Sedgwick wróciła do rodziny w Kalifornii, gdy stan jej zdrowia zaczął się dramatycznie pogarszać, kilkakrotnie przebywała w różnych instytucjach psychiatrycznych. W sierpniu 1969 trafiła do szpitala w Santa Barbarze, gdzie poznała Michaela Bretta Posta, za którego wyszła za mąż 24 lipca 1971. Została poddana terapii elektrowstrząsów oraz innym zabiegom mającym na celu uniezależnienie jej od narkotyków.
W 1970 rozpoczęła się ponownie produkcja Ciao! Manhattan, zakończona w 1971.
Sedgwick zmarła w listopadzie 1971 z powodu zatrucia barbituranami w połączeniu z przedawkowaniem alkoholu. Po przyjęciu mąż Sedgwick obudził się i znalazł ją martwą tuż koło siebie. Jej śmierć została oficjalnie uznana za samobójstwo w wyniku przedawkowania narkotyków. Sedgwick – młoda kobieta z niekwestionowanym talentem do budzenia ukrytych talentów u innych – została uwieczniona w wielu utworach rockowych i cały czas jest symbolem swojego gatunku. Została pochowana w nieozdobionym grobie na cmentarzu Oak Hill w Ballard w Kalifornii.

## Sedgwick w kulturze
Sedgwick została sportretowana w filmie Dziewczyna z fabryki (2006), zagrała ją Sienna Miller.
Jej życie było inspiracją do napisania dwóch piosenek: Little Miss S, pochodzącej z albumu Shooting Rubberbands at the Stars (1988) Edie Brickell & The New Bohemians, oraz Edie (Ciao Baby) z albumu Sonic Temple (1989) zespołu The Cult. Jej zdjęcie wykorzystał zespół Dramarama, reprezentujący rock alternatywny, na okładce albumu Cinéma Vérité.

## Filmografia
- 1965: Kitchen
- 1965: Space
- 1965: Screen Test #2
- 1965: Vinyl
- 1965: Restaurant
- 1965: Poor Little Rich Girl
- 1965: Beauty #2
- 1965: Outer and Inner Space
- 1965: **** znany także jako Four Star Movie
- 1967: The Chelsea Girls
- 1970: Diaries, Notes and Sketches
- 1972: Ciao! Manhattan
- inne, liczne filmy wyprodukowane przez Warhola